# Schendyla varnensis
Schendyla varnensis är en mångfotingart som först beskrevs av Łukasz Kaczmarek 1969.  Schendyla varnensis ingår i släktet Schendyla och familjen småjordkrypare.
Artens utbredningsområde är Bulgarien. Inga underarter finns listade i Catalogue of Life.